# Lachapelle (Meurthe i Mosel·la)
Lachapelle és un municipi francès situat al departament de Meurthe i Mosel·la i a la regió del Gran Est. L'any 2007 tenia 239 habitants.

## Demografia

### Població
El 2007 la població de fet de Lachapelle era de 239 persones. Hi havia 88 famílies, de les quals 8 eren unipersonals (8 dones vivint soles i 8 dones vivint soles), 34 parelles sense fills i 46 parelles amb fills.
La població ha evolucionat segons el següent gràfic:
Habitants censats

### Habitatges
El 2007 hi havia 94 habitatges, 87 eren l'habitatge principal de la família, 2 eren segones residències i 5 estaven desocupats. 86 eren cases i 7 eren apartaments. Dels 87 habitatges principals, 74 estaven ocupats pels seus propietaris, 11 estaven llogats i ocupats pels llogaters i 1 estava cedit a títol gratuït; 1 tenia una cambra, 3 en tenien tres, 19 en tenien quatre i 64 en tenien cinc o més. 69 habitatges disposaven pel capbaix d'una plaça de pàrquing. A 31 habitatges hi havia un automòbil i a 52 n'hi havia dos o més.

### Piràmide de població
La piràmide de població per edats i sexe el 2009 era:
| Homes | Edats   | Dones |
| ----- | ------- | ----- |
| 0     | 95 o +  | 0     |
| 0     | 90 a 94 | 4     |
| 0     | 85 a 89 | 4     |
| 0     | 80 a 84 | 0     |
| 0     | 75 a 79 | 0     |
| 4     | 70 a 74 | 4     |
| 8     | 65 a 69 | 12    |
| 0     | 60 a 64 | 4     |
| 4     | 55 a 59 | 0     |
| 8     | 50 a 54 | 4     |
| 12    | 45 a 49 | 8     |
| 16    | 40 a 44 | 12    |
| 8     | 35 a 39 | 8     |
| 16    | 30 a 34 | 16    |
| 0     | 25 a 29 | 4     |
| 12    | 20 a 24 | 0     |
| 8     | 15 a 19 | 16    |
| 0     | 10 a 14 | 4     |
| 20    | 5 a 9   | 4     |
| 12    | 0 a 4   | 8     |

## Economia
El 2007 la població en edat de treballar era de 169 persones, 130 eren actives i 39 eren inactives. De les 130 persones actives 113 estaven ocupades (62 homes i 51 dones) i 17 estaven aturades (9 homes i 8 dones). De les 39 persones inactives 15 estaven jubilades, 11 estaven estudiant i 13 estaven classificades com a «altres inactius».

### Ingressos
El 2009 a Lachapelle hi havia 89 unitats fiscals que integraven 247,5 persones, la mediana anual d'ingressos fiscals per persona era de 20.294 €.

### Activitats econòmiques
Dels 8 establiments que hi havia el 2007, 1 era d'una empresa extractiva, 1 d'una empresa de fabricació d'altres productes industrials, 1 d'una empresa de comerç i reparació d'automòbils, 1 d'una empresa immobiliària, 2 d'empreses de serveis, 1 d'una entitat de l'administració pública i 1 d'una empresa classificada com a «altres activitats de serveis».
L'únic servei als particulars que hi havia el 2009 era un taller de reparació d'automòbils i de material agrícola.

## Equipaments sanitaris i escolars
L'únic equipament sanitari que hi havia el 2009 era una ambulància.

## Poblacions més properes
El següent diagrama mostra les poblacions més properes.